# Dendropaemon piceus
Dendropaemon piceus är en skalbaggsart som beskrevs av Perty 1830. Dendropaemon piceus ingår i släktet Dendropaemon och familjen bladhorningar. Inga underarter finns listade i Catalogue of Life.